# Япома
Япома — река в России, протекает по Мурманской области. Устье реки находится в 62 км от устья реки Варзуга по левому берегу. Длина реки составляет 28 км, площадь водосборного бассейна — 180 км².
Протекает через озеро Япомское на высоте 97,2 м. В низовье множество порогов.

## Данные водного реестра
По данным государственного водного реестра России относится к Баренцево-Беломорскому бассейновому округу, водохозяйственный участок реки — реки бассейна Белого моря от западной границы бассейна реки Иоканга (мыс Святой Нос) до восточной границы бассейна реки Нива, без реки Поной. Речной бассейн реки — бассейны рек Кольского полуострова и Карелии, впадает в Белое море.
Код объекта в государственном водном реестре — 02020000212101000008162.